# باربرا سترايساند
باربرا سترايساند (بالإنجليزية: Barbra Joan Streisand)‏ مولودة في 24 أبريل 1942 في نيويورك هي مغنية وممثلة أمريكية؛ اشتهرت بتقديمها الدرامي للأغاني الشعبية. لقيت إطراء، أيضا كفكاهية على المسرح، وفي أفلامها السينمائية على السواء. حصلت على جائزة أوسكار لأحسن ممثلة.
بعد أن بدأت مسيرة تسجيل ناجحة في ستينيات القرن العشرين، بدأت سترايسند بتصوير الأفلام نهاية ذلك العقد. حققّت نجاحًا في فيلم الفتاة المرحة (Funny Girl)، الذي فازت من خلاله بجائزة الأوسكار وغولدن غلوب لأفضل ممثلة. ومن بين أفلامها الأخرى: الطريق الذي كنا عليها، وميلاد نجم، الذي حصلت من خلاله على جائزة الأوسكار الثانية، وألفت موسيقى عن موضوع الحب "Evergreen"، وهي أول امرأة تكرّمُ كملحّنة. مع عرض فيلم ينتل عام 1983، أصبحت سترايسند أول امرأة تكتب، وتخرج، وتنتج، وتلعب دور البطلة في فيلم سينمائي رائد. فاز الفيلم بجائزة الأوسكار وجائزة غولدن غلوب لأفضل فيلم موسيقي، وحصلت سترايسند على جائزة غولدن غلوب لأفضل مخرج، لتصبح أول امرأة تفوز بهذه الجائزة.
تُعدّ ستريزند واحدة من الموسيقيين الذين حققوا أكثر التسجيلات مبيعًا، فقد باعت أكثر من 68.5 مليون ألبوم في الولايات المتحدة، وإجمالي 150 مليون أسطوانة عالميًّا، ما يجعلها الفنانة الأكثر مبيعًا من بين الفنانين المسجلين في رابطة صناعة التسجيلات الأمريكية.

## حياتها

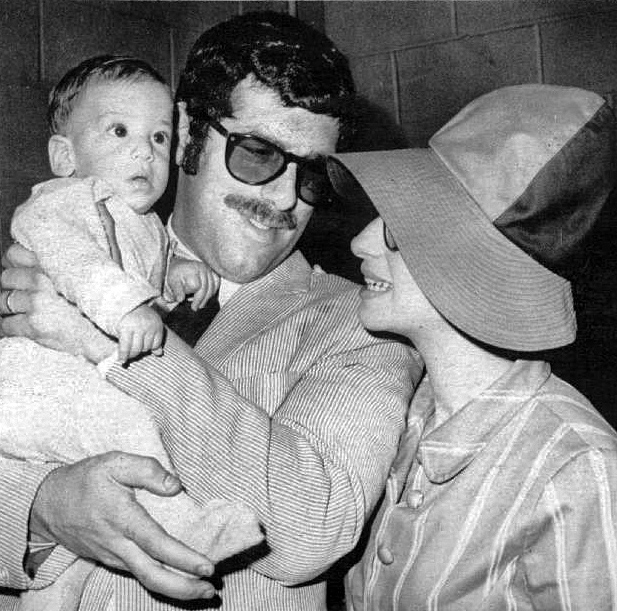
صورة صحفية لإليوت جولد وباربرا سترايسند مع طفلهما جيسون.

ولدت ستريساند في 24 أبريل 1942 في بروكلين، نيويورك. هي ابنة ديانا (وُلدت باسم ايدا روسين) وايمانويل ستريساند. كانت والدتها مغنية في صغرها، ولكنها أصبحت فيما بعد سكرتيرة للمدرسة. كان والدها معلّمًا في نفس المدرسة، حيث التقى مع أمها أول مرة. كانت عائلتها يهودية. هاجر أجدادها من أبيها من غاليسيا (بولندا - أوكرانيا)، أما أجدادها من أمها فقدموا من الإمبراطورية الروسية، حيث كان جدها مرتّلًا.
في أغسطس 1943، أي بعد أشهر قليلة من عيد ميلاد ستريساند الأول، تُوفي والدها في سن 34 عامًا بسبب مضاعفات ناجمة عن نوبة صرع، ربما نتيجة لإصابة في الرأس قبل سنوات. دخلت العائلة في حالة فقر، حيث كانت أمها تعمل ككاتبة بأجر منخفض. عندما بلغت سنّ الرشد، تذكرت ستريساند سنواتها المبكرة وشعورها الدائم بالنبذ، موضحة «أن والد أي شخص آخر كان سيعود من العمل في نهاية اليوم، لكن والدي لم يفعل». حاولت والدتها دفع الفواتير ولم تستطع أن تعطي ابنتها الاهتمام الذي كانت تسعى إليه، عبّرت ستريساند عن ذلك وقالت: «عندما أردت الحبّ من والدتي، قدمت لي الطعام».
تذكرت ستريساند أن أمها تمتلك صوتًا رائعًا وكانت قد غنّت في بعض المناسبات بطريقة شبه احترافيّة. خلال زيارة لها إلى جبال كاتسكيل وهي في عمر الثالثة عشرة، أخبرت روزي أودونيل بذلك، وسجلت هي ووالدتها بعض الأغاني على شريط. كانت تلك الجلسة المرة الأولى التي تكتشف فيها ستريساند نفسها كفنانة، والتي أصبحت لاحقًا «أول لحظة إلهام» لها.
لدى ستريساند أخٌ أكبر اسمه شيلدون، وأخت غير شقيقة هي المطربة روزلين كيند، والتي أنجبتها والدتها بعد زواجها من لويس كيند في عام 1949.

## التعليم
بدأت ستريساند تعليمها في مدرسة يشيفا اليهودية الأرثوذكسية في بروكلين عندما كانت في الخامسة من عمرها. عُدّت محبة للاستطلاع على كل شيء؛ ولكنها كانت تفتقر إلى الانضباط، وكثيرًا ما كانت تصرخ بإجابات على أسئلة في غير مكانها. التحقت بعد ذلك بالمدرسة العامة 89 في بروكلين، وخلال تلك السنوات الدراسية المبكرة بدأت تشاهد التلفاز وتذهب إلى السينما. "لطالما أردت أن أكون شخصا ما، أن أكون مشهوراً.. أخرج من بروكلين.

## وصلات خارجية
- الموقع الرسمي
- باربرا سترايساند على موقع IMDb (الإنجليزية)
- باربرا سترايساند على موقع ميتاكريتيك (الإنجليزية)
- باربرا سترايساند على موقع الموسوعة البريطانية (الإنجليزية)
- باربرا سترايساند على موقع روتن توميتوز (الإنجليزية)
- باربرا سترايساند على موقع مونزينجر (الألمانية)
- باربرا سترايساند على موقع قاعدة بيانات الأفلام العربية
- باربرا سترايساند على موقع ألو سيني (الفرنسية)
- باربرا سترايساند على موقع ميوزك برينز (الإنجليزية)
- باربرا سترايساند على موقع رولينغ ستون (الإنجليزية)
- باربرا سترايساند على موقع تيرنر كلاسيك موفيز (الإنجليزية)